# Ефаниха
Ефа́ниха — деревня в Ветлужском районе Нижегородской области. Входит в состав Макарьевского сельсовета.

## География
Деревня находится в северной части Нижегородской области, в подзоне южной тайги, на правом берегу реки Ветлуга.

### Часовой пояс
Деревня Ефаниха, как и вся Нижегородская область, находится в часовой зоне МСК (московское время). Смещение применяемого времени относительно UTC составляет +3:00.

## Население
| 1999 | 2002 | 2010 |
| ---- | ---- | ---- |
| 44   | ↘37  | ↘25  |